# Levels
«Levels» (en español: «Niveles») es un sencillo de house progresivo que el disc-jockey y productor sueco Avicii lanzó el 28 de octubre de 2011 a través de Universal Music Group. Avicii compuso la canción junto con Arash Pournouri, Leroy Kirkland, Pearl Woods y Etta James, y la produjo él mismo. Incorpora un sample de la pieza góspel de 1962 «Something's Got a Hold on Me» de Etta James.  
Alcanzó el primer puesto en la lista sueca Sverigetopplistan, encabezó las listas en Noruega y se ubicó entre los diez primeros lugares en países como Austria, Bélgica, Dinamarca, Irlanda, Países Bajos, Suiza y Reino Unido, además de recibir múltiples certificaciones, incluidos ocho discos de platino en Suecia y tres tanto en el Reino Unido como en Estados Unidos.
Antes de su lanzamiento oficial, la BBC Radio 1 del Reino Unido transmitió una versión preliminar titulada «Unnamed» el 11 de diciembre de 2010, mientas que la versión final debutó bajo el nombre provisional «ID» en el Ultra Music Festival en marzo de 2011 y comenzó a sonar en clubes y festivales de todo el mundo antes de su publicación digital.
El director Petro Papahadjopoulos ideó el concepto del videoclip tras conversar telefónicamente con Avicii sobre el simbolismo de la canción. El video narra la historia de un ejecutivo que, de forma repentina, comienza a bailar en su oficina delante de sus compañeros y jefe, hasta que un agente lo reduce y lo lleva a un hospital, donde su energía se propaga y hace que el personal médico también empiece a bailar de manera involuntaria.

## Antecedentes y lanzamiento
El DJ y productor sueco Tim Bergling, conocido artísticamente como Avicii, comenzó a crear música electrónica durante su adolescencia. Publicaba sus primeras maquetas en un foro administrado por el productor neerlandés Laidback Luke, buscando retroalimentación sobre su trabajo. En 2008, tras ganar una competencia organizada por la BBC Radio 1, el presentador Pete Tong lanzó «ManMan» como su primer sencillo. Poco después, el promotor de clubes Arash Pournouri se ofreció a gestionar su carrera, lo que marcó un punto de inflexión en su trayectoria. Adoptó el nombre artístico Avicii, inspirado en un término budista que describe un nivel infernal del más allá, y lanzó varios sencillos, dónde destacó «Seek Bromance», una remezcla de «Bromance», que obtuvo un éxito moderado.
En relación con la creación de «Levels», Avicii expresó en una entrevista su deseo de utilizar una muestra vocal de «Something's Got a Hold on Me» de Etta James. Comentó: «Después de que se me ocurriera el gancho de “Levels”, probé su voz y funcionó realmente bien». Posteriormente, su productor Arash Pournouri llegó a un acuerdo con el sello discográfico para promocionar la canción. Avicii admitió que no anticipaba el nivel de popularidad que alcanzaría el tema. En una entrevista con The Austin Times, cuando se le preguntó sobre si esperaba que la canción se convirtiera en un gran éxito, respondió: «En absoluto», y añadió que la canción tardó mucho tiempo en ganar popularidad y que aún le sorprendía su éxito. Además, el también pinchadiscos Mike Posner reveló en una entrevista que Avicii le envió una versión en desarrollo de «Levels» para que le pusiera voz. Posner grabó seis versiones finales, pero finalmente no se utilizaron, ya que consideró que «eran buenas, pero no... la gran cosa».
La primera versión de «Levels» se presentó públicamente el 11 de diciembre de 2010 en el programa Essential Mix de la BBC Radio 1, bajo el título provisional «Unnamed». Posteriormente, el 25 de marzo del siguiente año, Avicii estrenó la versión final durante el Ultra Music Festival, donde la presentó como «ID». El 12 de mayo de ese mismo año, compartió en Facebook un enlace a SoundCloud con un adelanto de la canción, aún bajo el título de «ID». Tras su presentación en el Ultra Music Festival, «Levels» comenzó a sonar en numerosos festivales y clubes de todo el mundo. Durante este período, una versión no autorizada se publicó en YouTube, dónde acumuló más de 15 millones de visitas. Finalmente, el 27 de octubre de 2011, Avicii lanzó en su canal oficial un tráiler promocional que incluía fragmentos de presentaciones en vivo y anunciaba su estreno para octubre/noviembre de 2011.
El sencillo se lanzó oficialmente en iTunes el 28 de octubre de 2011 en países como Australia, Dinamarca, Irlanda, Países Bajos, Reino Unido y Suecia. Posteriormente, el 31 de octubre, Universal Music Group publicó un adelanto en YouTube que mostraba la portada del sencillo con efectos visuales, como una puerta de ascensor abriéndose y una luz parpadeante. Ese mismo día, la canción se lanzó en iTunes para Estados Unidos.

## Composición

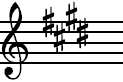
«Levels» está compuesta en una tonalidad de do sostenido menor.

«Levels» es una canción de house progresivo con elementos de EDM y electrónica. Según Vulture, su estructura rítmica evoca la música rave de la vieja escuela, lo que la puede catalogar como una pista de dance. Está compuesta en do sostenido menor (C♯ menor) con un compás de 4/4. La canción se centra en un motivo principal que combina una línea melódica de sintetizador y una progresión de acordes (grados i–III–VII–VI), ambos procesados mediante side-chaining para crear un efecto de bombeo característico del género. Estos elementos se repiten a lo largo de toda la pista. La línea de sintetizador se divide en dos frases musicales similares, ambas descendiendo desde la nota C♯4 hasta E3. La primera frase desciende brevemente a D♯3 antes de resolver en E3, mientras que la segunda baja hasta C♯3 y concluye en B2. Este motivo principal comienza en el tercer tiempo del segundo compás, mientras que las líneas de bajo y las voces se inician en el primer compás, creando una asincronía que añade dinamismo a la composición.

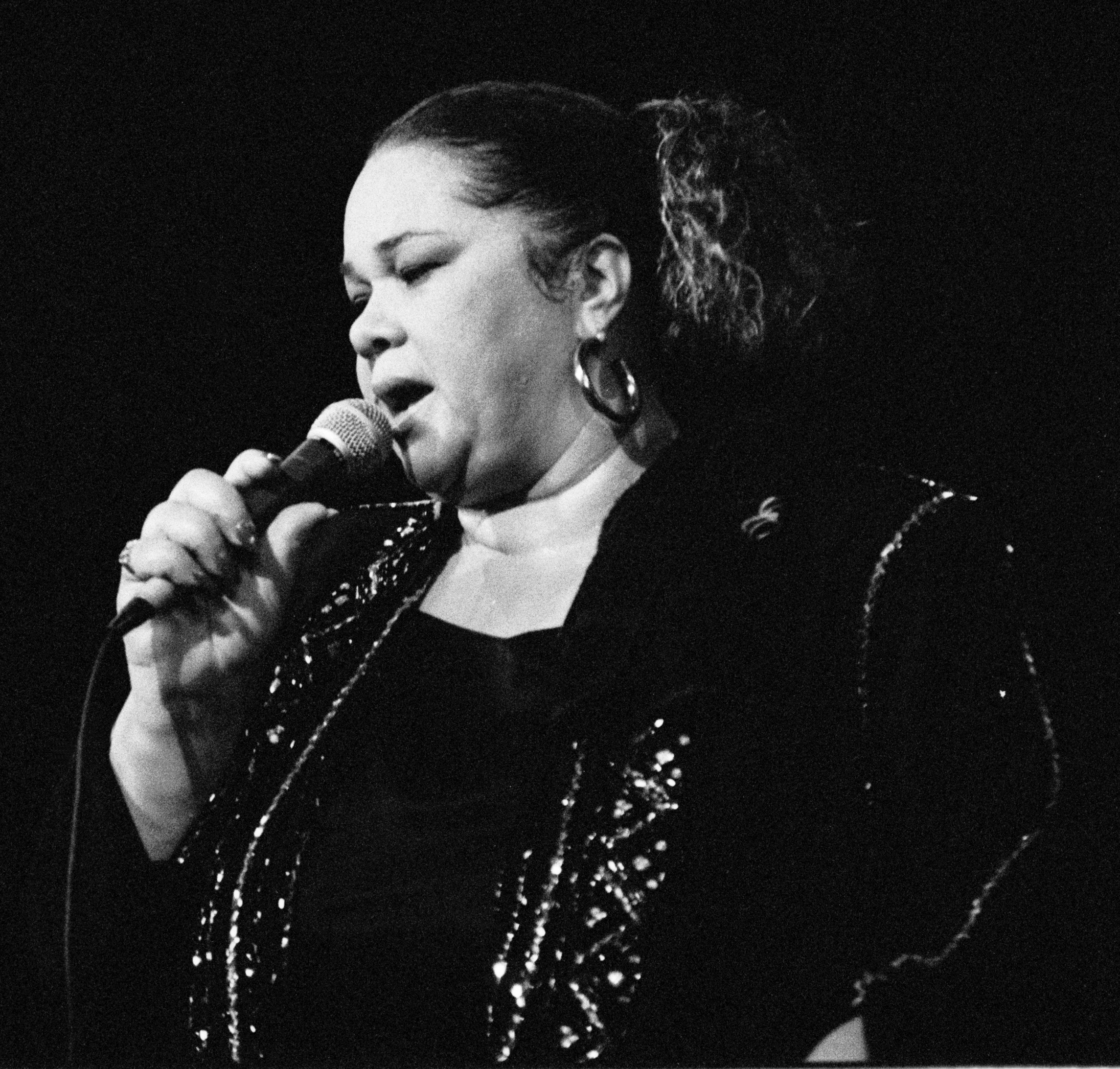
Etta James cantando en el escenario. La canción incorpora la introducción de su canción «Something's Got a Hold on Me».

A mitad de la canción, el motivo y la base rítmica se disipan en un eco y desaparecen brevemente. Precedido por un coro, se introduce un sample vocal inspirado en el góspel, interpretando las líneas: «Ohhhh, sometimes, I get a good feeling, yeah / I get a feeling that I never, never, never had before...». Este sample proviene de la canción de Etta James «Something's Got a Hold on Me» y ha sido descrito por Billboard como «una llamada celestial de sirena que desciende sobre las masas». Tras un breve momento en el que unas cuerdas melancólicas actúan como contrapunto, el motivo y la base rítmica reaparecen, enriquecidos por una línea de sintetizador que asciende antes de descender.

## Recepción

### Crítica
Desde su lanzamiento, «Levels» ha generado críticas muy positivas por parte de la prensa especializada por su pegadizo y reconocible riff de sintetizador, y se ha dado a conocer como una de las mejores canciones de todos los tiempos, tanto en el género de la música electrónica de baile como en general. En 2012, la canción recibió una nominación a Best Electro/Dance y ganó a Mejor canción en los Premios Grammis, mientras que el año siguiente recibió una nominación a Mejor grabación dance en los Premios Grammys.
El crítico de AllMusic, David Jefferies, describió «Levels» como un «monstruo de EDM simple y efectivo que lanzó al productor sueco Avicii a los niveles de Swedish House Mafia, Afrojack o Tiesto». Anje Riberra, en el sitio de noticias español, El Correo, calificó la canción como una «melodía muy bailable que te hace disfrutar continuamente». En la lista de las 10 mejores canciones de Avicii de Billboard: Critics' Picks, se situó en el número uno y se describió como «muy posiblemente una de las mayores canciones de música de baile jamás grabadas». Billboard, en otro artículo, describió con detalle por qué fue una de las mejores canciones del mundo. Kat Bein, del Miami New Times, calificó la canción de «himno mundial» y dijo que Avicii forma «parte de toda una nueva generación de jóvenes productores que están ayudando a convertir la EDM en el mayor movimiento cultural juvenil desde las boy bands».
El productor y disc jockey, Joe Bermúdez, al hablar sobre la canción dijo que «las edificantes progresiones de acordes de Avicii transportan instantáneamente a los asistentes al club a un estado de euforia». El artista musical Zedd dijo que es la única canción que desearía haber producido, al decir «... hay algo en la genial simplicidad de esta canción; la increíblemente poderosa emoción que siento cuando la escucho». CULTR colocó la canción en el puesto número 11 de su lista 11 Best Dance & EDM of 2011, y la elogió por su «melodía icónica que sigue siendo pegadiza hasta el día de hoy». Pitchfork la clasificó como la 200ª mejor canción de la década de 2010, y la elogió por sus «... monumentales sintetizadores y silbidos...», mientras que en la filial de New York, The Vulture, Emily Yoshida elogió la canción por su «hook central, punzante, línea de sintetizador a la altura de un rascacielos, brillante y elegante y con la sensación de que podría tocar a Dios...». Una de las críticas negativas vino de Simon Darnell en MK News, donde la alabó por la aparición de las voces durante un breve momento, pero por lo demás criticó la canción por ser «totalmente predecible, hasta el final».

### Comercial
«Levels» obtuvo el mayor éxito en las listas de la Suecia natal de Avicii, donde alcanzó el número 1 en las listas suecas la semana del 11 de noviembre de 2011. Mantuvo su posición máxima durante siete semanas. Es su quinta canción que entra en las listas semanales de Sverigetopplistan. También formó parte de tres listas de final de año consecutivas, donde alcanzó el número 23 en 2011, el número 3 en 2012 y el número 43 en 2013. Tras salir de las listas en 2013, hizo su regreso en la semana del 24 de abril de 2018 en el puesto número 4 y estuvo cuatro meses en las listas. Ese mismo año, se situó en el número 54 de las listas de éxitos de fin de año. De igual forma, estuvo en las listas en dos semanas no consecutivas de 2019: la semana del 4 de enero en el número 94, y la semana del 19 de abril en el 77. Ha recibido ocho veces la certificación de platino de la Asociación Sueca de la Industria Discográfica, lo que indica que se ha vendido en Suecia 320 000 veces.
De igual manera tuvo mucho éxito en Estados Unidos, donde entró en las listas semanales Hot 100 en la semana del 11 de diciembre de 2011 en el número 66. «Levels» fue la primera canción que Avicii lanzó y que entró en las listas semanales Hot 100 de Billboard. Permaneció en ese listado durante 20 semanas, su punto máximo fue la posición número 60 en la semana del 17 de febrero de 2012. En otras listas, permaneció en el Mainstream Top 40 durante cinco semanas, donde su posición máxima estuvo en el número 33 el 9 de marzo de 2012. Alcanzó la posición máxima en el número dos en Dance/Mix Show Airplay el 24 de febrero de 2012 y estuvo en la lista durante 29 semanas, también alcanzó una posición máxima de número uno en Dance Club Songs el 30 de diciembre de 2011 y estuvo en esa lista durante 20 semanas.  En las listas de fin de año, alcanzó el número 32 en la lista de Dance Club Songs, y el número once en la lista de Dance/Mix Show Airplay. Obtuvo la certificación de platino de la Recording Industry Association of America el 9 de enero de 2013, lo que indica que se vendió en Estados Unidos más de un millón de veces. Anteriormente, el 27 de marzo de 2012 se le había concedido la certificación de oro.
Asimismo tuvo éxito en el Reino Unido y Noruega. En el Reino Unido, entró en el Official Singles Chart Top 100 en la semana del 27 de noviembre de 2011 en el número cuatro como su posición máxima. Se mantuvo en la lista durante 50 semanas y abandonó las listas tras su posición de número 96 en la semana del 16 de septiembre de 2012.  En el Official Dance Singles Chart Top 40 del Reino Unido, alcanzó el número uno en la semana del 25 de diciembre de 2011. En las listas de fin de año de ese país, fue número 101 en 2011, y número 59 en 2012.  En Noruega, entró en las listas la semana del 7 de noviembre de 2011 como el número cuatro. Alcanzó el número uno en la semana del 17 de diciembre de 2011 y se mantuvo en esa posición durante cuatro semanas. Estuvo en las listas noruegas durante unas 30 semanas. Recibió certificaciones tanto en el Reino Unido como en Noruega. En Noruega, la Federación Internacional de la Industria Fonográfica le concedió la certificación de platino en cinco ocasiones, lo que indica que se vendieron 50 000 copias en dicho país. En el Reino Unido,  obtuvo tres veces la certificación de platino de la Industria Fonográfica Británica, lo que indica que se vendió y transmitió 1 800 000 veces en ese territorio. En otros países, alcanzó una posición máxima de número cinco en Suiza, número cuatro en Austria, Países Bajos y Bélgica, y número tres en Dinamarca e Irlanda. También ha recibido la certificación de platino al menos una vez en Australia, Austria, Bélgica, Dinamarca, Alemania, Italia y Suiza. En septiembre de 2024, rebasó la cantidad de mil millones de reproducciones en el sitio web de streaming Spotify.

## Video musical

### Antecedentes
Universal Music Group contactó al director Petro Papahadjopoulos con el objetivo de desarrollar un concepto visual para el sencillo, que impulsaría la fama de Avicii. Para comprender el simbolismo detrás de la canción, Papahadjopoulos se comunicó con el artista y, tras su conversación, ideó un concepto inspirado en la película Office Space. Describió la idea como «sobre un hombre que se despierta y se da cuenta de que vive en el infierno. Todos a su alrededor piensan que está loco. Pero su locura es contagiosa». Avicii recibió el concepto del vídeo musical de su productor, Arash Pournouri, y expresó su apoyo al proyecto, el cual publicó en su sitio web oficial el 8 de diciembre de 2011. Papahadjopoulos colaboró con Richie Greenfield en la dirección y coreografía del video musical. El resultado final se estrenó en YouTube el 29 de noviembre de ese año y recibió una nominación a Mejor video de núsica electrónica en los MTV Video Music Awards de 2012. 

### Sinopsis

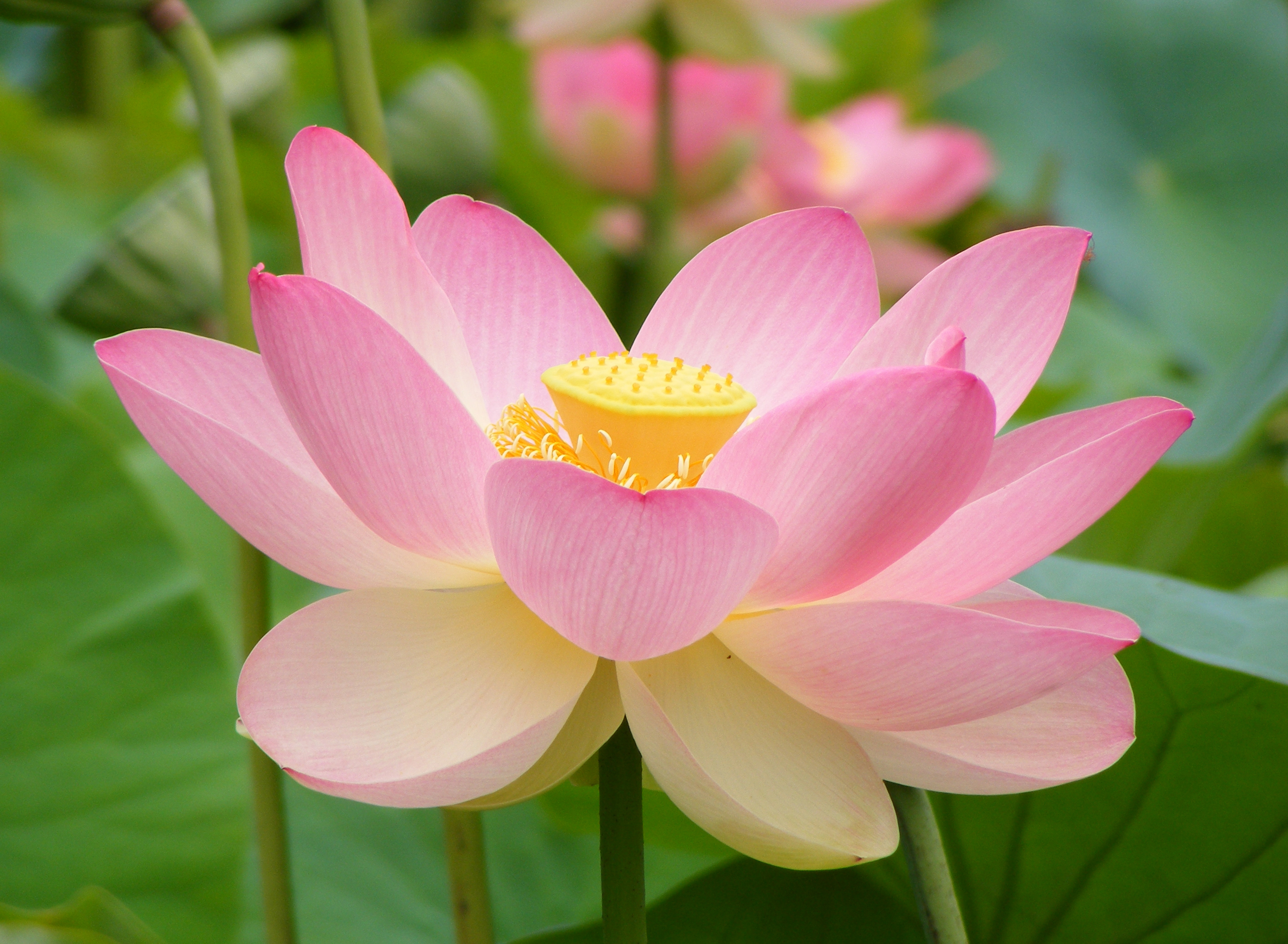
Una flor similar a la de loto es la que se come el protagonista y los contagia con un baile que no pueden controlar.

El vídeo musical muestra a un cansado hombre de negocios, interpretado por Richie Greenfield, trabajando en una oficina. El empresario se pone a bailar y a escribir «Avicii» en las mesas y las paredes. Un guardia de seguridad entra en la oficina, saca un arma de electrochoque y deja inconsciente al empresario. Durante el interludio con un sample de «Something's Got a Hold on Me», el hombre sueña con empujar un gran peñasco montaña arriba, y refleja el destino de Sísifo.  El vídeo musical muestra cómo se le sujeta a una mesa en el hospital. Una flor brota de su boca. Dos trabajadores del hospital que estaban en la misma habitación se dan cuenta y se acercan al empresario. Uno de ellos agarra un trozo de la flor, se come una parte y luego se la toca al otro trabajador del hospital. Mientras ambos se alejan, el empresario se traga la flor y él y los dos trabajadores del hospital empiezan a bailar por el hospital. Mientras los trabajadores del hospital bailan en el hospital, todos los demás en el hospital comienzan a bailar en contra de su voluntad.

### Simbolismo
Según un documento conceptual publicado en el sitio web de Avicii, el video simboliza la idea de que «ya estamos en el Avici», una referencia al nivel más bajo del infierno en la cosmología budista, y sugiere que, en ocasiones, somos conscientes de esta realidad y de la existencia de otros niveles. La narrativa muestra cómo la percepción del protagonista se transforma, revelando una nueva realidad que se propaga a su entorno.

## Listado de canciones
| Descarga digital |                                    |          |  |
| N.º              | Título                             | Duración |  |
| 1.               | «Levels» (Versión original)        | 5:38     |  |
| 2.               | «Levels» (Radio edit)              | 3:19     |  |
| 3.               | «Levels» (Instrumental Radio Edit) | 3:39     |  |
| 4.               | «Levels» (Versión instrumental)    | 5:36     |  |

| Descarga digital Levels (Remixes) |                                          |          |  |
| N.º                               | Título                                   | Duración |  |
| 1.                                | «Levels» (Skrillex Remix)                | 4:35     |  |
| 2.                                | «Levels» (Cazzette's NYC Mode Mix)       | 5:53     |  |
| 3.                                | «Levels» (Cazzette's NYC Mode Radio Mix) | 3:37     |  |

## Listas
| América           |                             |    |         |
| Canadá            | Hot 100                     | 36 | [ 88 ]  |
| Estados Unidos    | Billboard Hot 100           | 60 | [ 89 ]  |
| Estados Unidos    | Hot Dance Club Songs        | 1  | [ 90 ]  |
| Estados Unidos    | Pop Songs                   | 33 | [ 91 ]  |
| Estados Unidos    | Latin Pop Songs             | 36 | [ 92 ]  |
| Europa            |                             |    |         |
| Alemania          | Offizielle Deutsche Charts  | 6  | [ 93 ]  |
| Austria           | Ö3 Austria Top 40           | 4  | [ 94 ]  |
| Bélgica (Flandes) | Ultratop 50                 | 4  | [ 95 ]  |
| Bélgica (Valonia) | Ultratop 40                 | 5  | [ 96 ]  |
| Dinamarca         | Tracklisten                 | 3  | [ 97 ]  |
| Escocia           | The Official Charts Company | 1  | [ 98 ]  |
| Eslovaquia        | Radio Top 100 Chart         | 1  | [ 99 ]  |
| España            | Top 100 Canciones           | 28 | [ 100 ] |
| Finlandia         | OFC                         | 10 | [ 101 ] |
| Francia           | SNEP                        | 14 | [ 102 ] |
| Hungría           | Single Top 20               | 7  | [ 103 ] |
| Hungría           | Dance Top 40                | 1  | [ 104 ] |
| Hungría           | Rádiós Top 40               | 1  | [ 105 ] |
| Irlanda           | IRMA                        | 3  | [ 106 ] |
| Italia            | FIMI                        | 4  | [ 107 ] |
| Luxemburgo        | Billboard                   | 5  | [ 108 ] |
| Países Bajos      | Dutch Top 40                | 4  | [ 109 ] |
| Países Bajos      | Mega Dance Top 30           | 1  | [ 110 ] |
| Países Bajos      | Single Top 100              | 4  | [ 111 ] |
| Noruega           | VG-lista                    | 1  | [ 112 ] |
| Polonia           | Polish Singles Chart        | 2  | [ 113 ] |
| Polonia           | Dance Top 50                | 3  | [ 114 ] |
| República Checa   | Radio Top 100 Chart         | 9  | [ 115 ] |
| Rumania           | Romanian Top 100            | 36 | [ 116 ] |
| Rusia             | TopHit                      | 3  | [ 117 ] |
| Suecia            | Sverigetopplistan           | 1  | [ 118 ] |
| Suiza             | Schweizer Hitparade         | 10 | [ 119 ] |
| Reino Unido       | UK Singles Chart            | 4  | [ 120 ] |
| Reino Unido       | UK Dance Chart              | 1  | [ 121 ] |
| Ucrania           | TopHit                      | 65 | [ 122 ] |
| África            |                             |    |         |
| Sudáfrica         | Mediaguide                  | 1  | [ 123 ] |
| Oceanía           |                             |    |         |
| Australia         | ARIA                        | 24 |         |
| Nueva Zelanda     | Recorded Music NZ           | 14 |         |

| América        |                                      |    |         |
| Canadá         | Hot 100                              | 28 | [ 124 ] |
| Estados Unidos | Billboard Hot Dance/Electronic Songs | 4  | [ 125 ] |
| Europa         |                                      |    |         |
| Suecia         | Sverigetopplistan                    | 6  | [ 44 ]  |
| Asia           |                                      |    |         |
| Japón          | Japan Hot 100                        | 86 | [ 126 ] |

| Europa       |                        |    |         |
| Alemania     | Official German Charts | 75 | [ 127 ] |
| Hungría      | Dance Top 40           | 27 | [ 128 ] |
| Países Bajos | Dutch Top 40           | 38 | [ 129 ] |
| Países Bajos | Single Top 100         | 48 | [ 130 ] |
| Polonia      | Dance Top 50           | 63 | [ 131 ] |
| Suecia       | Sverigetopplistan      | 21 | [ 132 ] |

| América           |                        |     |         |
| Estados Unidos    | Dance Club Songs       | 32  | [ 133 ] |
| Europa            |                        |     |         |
| Alemania          | Official German Charts | 23  | [ 134 ] |
| Austria           | Ö3 Austria Top 40      | 23  | [ 135 ] |
| Bélgica (Flandes) | Ultratop               | 24  | [ 136 ] |
| Bélgica (Valonia) | Ultratop               | 29  | [ 137 ] |
| Francia           | SNEP                   | 63  | [ 138 ] |
| Hungría           | Dance Top 40           | 3   | [ 139 ] |
| Hungría           | Rádiós Top 40          | 11  | [ 140 ] |
| Italia            | FIMI                   | 42  | [ 141 ] |
| Países Bajos      | Dutch Top 40           | 77  | [ 142 ] |
| Países Bajos      | Single Top 100         | 100 | [ 143 ] |
| Reino Unido       | UK Singles             | 59  | [ 144 ] |
| Rusia             | TopHit Russia Airplay  | 13  | [ 145 ] |
| Suecia            | Sverigetopplistan      | 3   | [ 146 ] |
| Suiza             | Schweizer Hitparade    | 19  | [ 147 ] |
| Oceanía           |                        |     |         |
| Australia         | ARIA                   | 76  | [ 148 ] |

| Europa |                       |     |         |
| Rusia  | TopHit Russia Airplay | 117 | [ 149 ] |
| Suecia | Sverigetopplistan     | 43  | [ 150 ] |

| América        |                   |    |         |
| Estados Unidos | Dance Club Songs  | 58 | [ 151 ] |
| Europa         |                   |    |         |
| Suecia         | Sverigetopplistan | 54 | [ 152 ] |

## Certificaciones
| País           | Organismo certificador | Certificación | Ventas    | Ref.    |
| -------------- | ---------------------- | ------------- | --------- | ------- |
| Alemania       | BVMI                   | 3× Platino    | 900 000   | [ 70 ]  |
| Australia      | ARIA                   | 7× Platino    | 490 000   | [ 66 ]  |
| Austria        | IFPI Austria           | Platino       | 30 000    | [ 67 ]  |
| Bélgica        | BEA                    | Platino       | 30 000    | [ 68 ]  |
| Brasil         | Pro-Música Brasil      | Diamante      | 250 000   | [ 153 ] |
| Canadá         | Music Canada           | Oro           | 40 000    | [ 154 ] |
| Dinamarca      | IFPI Dinamarca         | Platino       | 30 000    | [ 69 ]  |
| España         | PROMUSICAE             | Platino       | 60 000    | [ 155 ] |
| Estados Unidos | RIAA                   | Platino       | 3 000     | [ 56 ]  |
| Italia         | FIMI                   | 2× Platino    | 60 000    | [ 71 ]  |
| Noruega        | IFPI Noruega           | 5× Platino    | 50 000    | [ 156 ] |
| Nueva Zelanda  | RIANZ                  | 3× Platino    | 90 000    | [ 157 ] |
| Países Bajos   | NVPI                   | 4× Platino    | 80 000    | [ 158 ] |
| Portugal       | AFP                    | Oro           | 10 000    | [ 159 ] |
| Reino Unido    | BPI                    | 3× Platino    | 1 800 000 | [ 64 ]  |
| Suecia         | GLF                    | 8× Platino    | 320 000   | [ 160 ] |
| Suiza          | IFPI Suiza             | 2× Platino    | 60 000    | [ 72 ]  |
| Streaming      |                        |               |           |         |
| Dinamarca      | IFPI Dinamarca         | 3× Platino    | 2 700 000 | [ 161 ] |

## Historial de lanzamientos
| País           | Fecha                   | Formato          | Discográfica    | Ref     |
| -------------- | ----------------------- | ---------------- | --------------- | ------- |
| Australia      | 29 de noviembre de 2011 | Descarga digital | Universal Music | [ 17 ]  |
| Dinamarca      | 29 de noviembre de 2011 | Descarga digital | Universal Music | [ 18 ]  |
| Irlanda        | 29 de noviembre de 2011 | Descarga digital | Universal Music | [ 19 ]  |
| Países Bajos   | 29 de noviembre de 2011 | Descarga digital | Universal Music | [ 20 ]  |
| Suecia         | 29 de noviembre de 2011 | Descarga digital | Universal Music | [ 22 ]  |
| Alemania       | 6 de diciembre de 2011  | Descarga digital | Universal Music | [ 162 ] |
| Alemania       | 13 de diciembre de 2011 | Sencillo en CD   | Universal Music | [ 163 ] |
| Estados Unidos | 27 de diciembre de 2011 | Descarga digital | Universal Music | [ 24 ]  |
| Reino Unido    | 31 de enero de 2012     | Descarga digital | Universal Music | [ 21 ]  |